# Gandatché (Niamey)
Gandatché (auch: Gandatié, historisch: Kalikaïna) ist ein Stadtviertel (französisch: quartier) im Arrondissement Niamey II der Stadt Niamey in Niger.

## Geographie

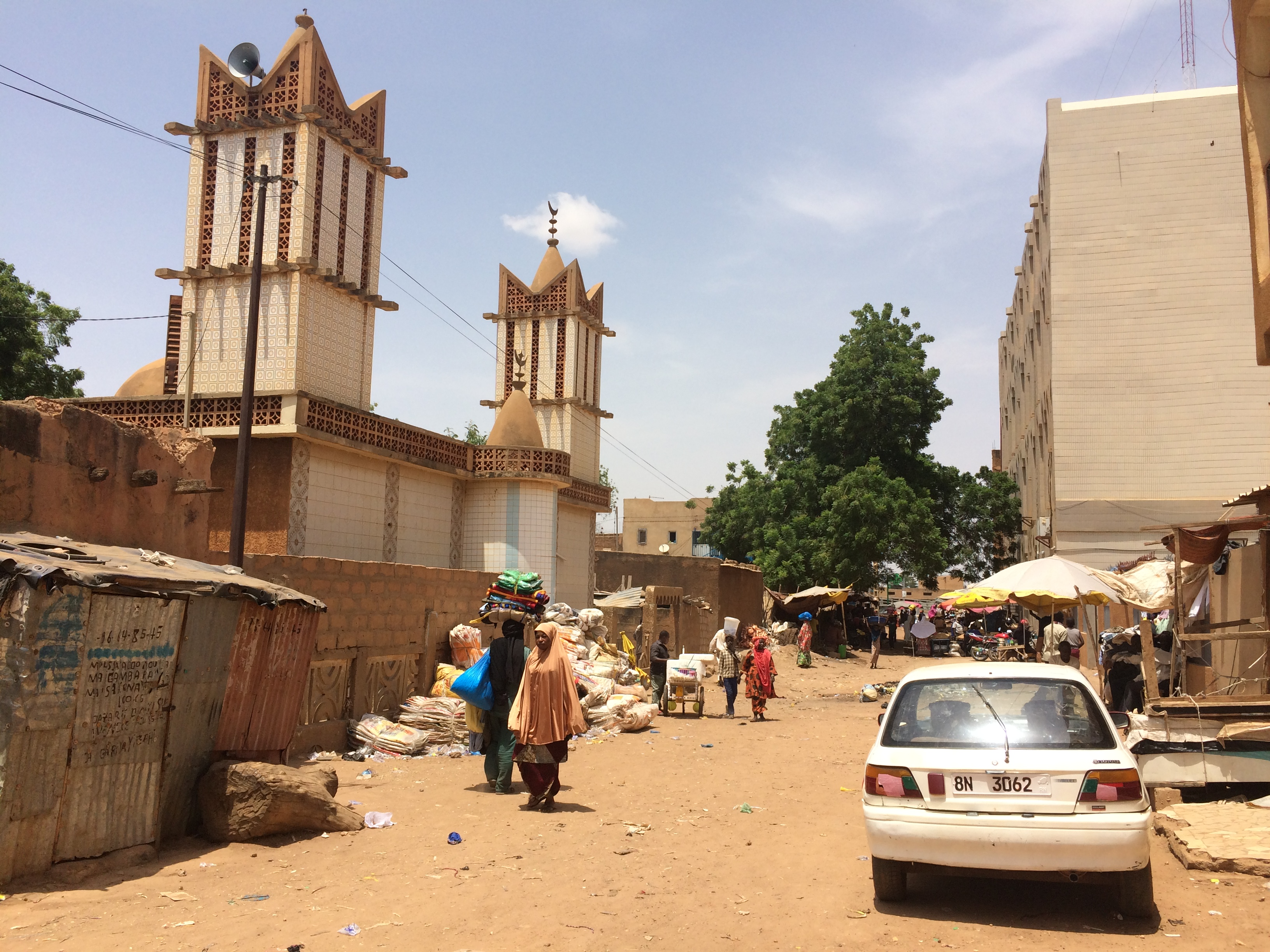
Moschee in der Rue LI 26 in Gandatché (2018)

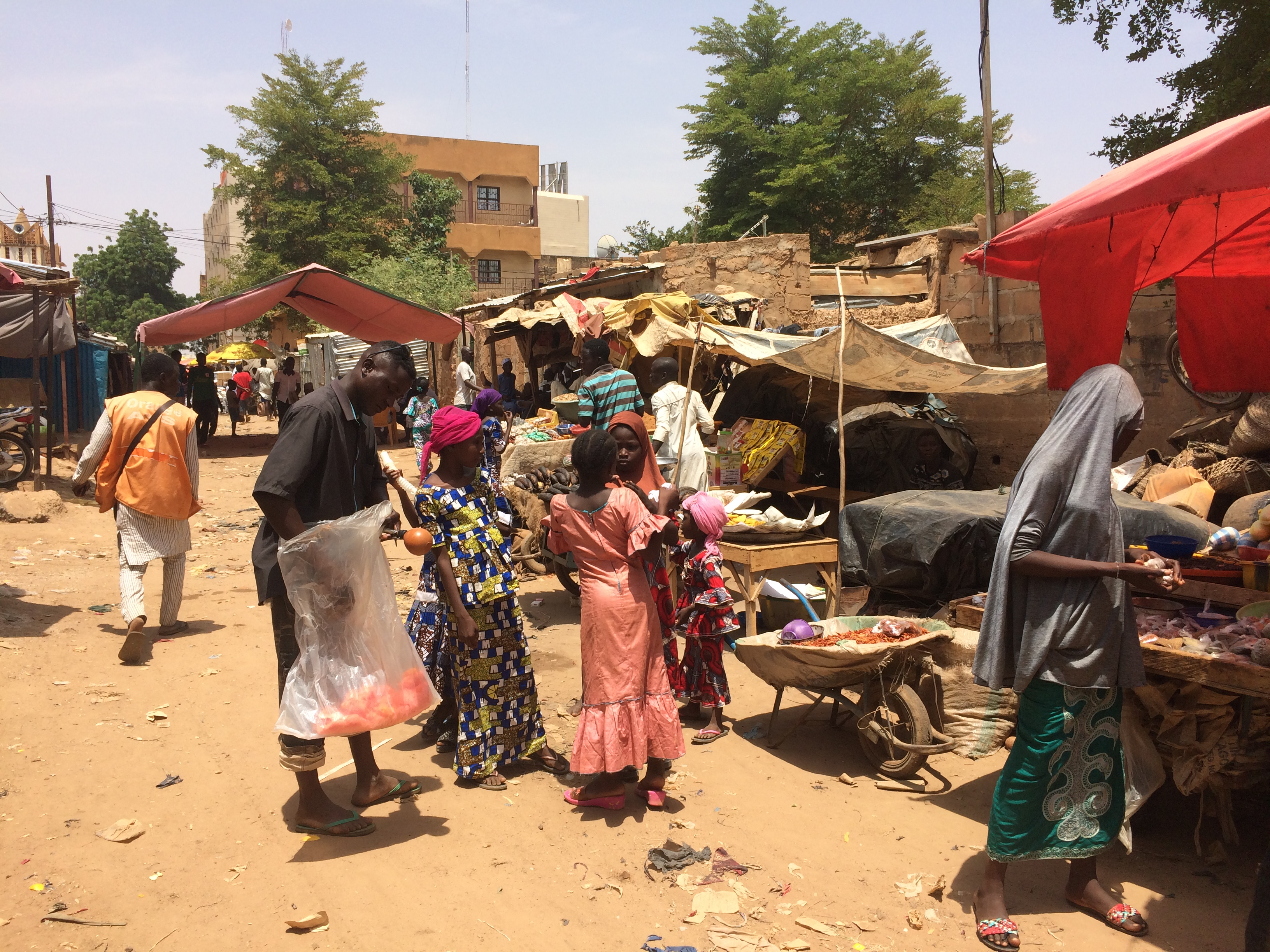
Straßenszene in der Rue LI 26 in Gandatché (2018)

Gandatché befindet sich im Stadtzentrum von Niamey. Das Viertel wird den Straßenzügen des Boulevard de l’Indépendance, der Avenue de Gandatché, des Boulevard de la Liberté und der Rue LI-27 begrenzt. Die Nachbarviertel sind Boukoki I im Norden, Banizoumbou mit dem Marktgelände des Grand Marché im Osten sowie Deyzeibon im Süden und Westen. Gandatché erstreckt sich über eine Fläche von etwa 13,2 Hektar und liegt in einem Tafelland mit einer mehr als 2,5 Meter tiefen Sandschicht, wodurch eine bessere Einsickerung als in anderen Teilen der Stadt möglich ist.
Das Standardschema für Straßennamen in Gandatché und im Nachbarviertel Deyzeibon ist Rue LI 1. Dabei folgt auf das französische Rue für Straße das Kürzel LI für den Boulevard de la Liberté und zuletzt eine Nummer. Dies geht auf ein Projekt zur Straßenbenennung in Niamey aus dem Jahr 2002 zurück, bei dem die Stadt in 44 Zonen mit jeweils eigenen Buchstabenkürzeln eingeteilt wurde.

## Geschichte
Gandatché, dessen Name bis in die 1930er Jahre Kalikaïna lautet, war ursprünglich ein Dorf am Ufer des Flusses Niger. Nach einem Großbrand in der Stadt im Jahr 1935 und der darauf folgenden Neustrukturierung von Niamey wurde das Dorf an seinen heutigen Standort versetzt und zu einem Stadtviertel. Die arme Fulbe-Bevölkerung aus dem damaligen Nachbarviertel Koira Tagui wurde 1984 umgesiedelt. Gandatché und der bisherige Standort von Koira Tagui wurden infolgedessen zu einem Stadtviertel zusammengelegt.

## Bevölkerung
Bei der Volkszählung 2012 hatte Gandatché 2182 Einwohner, die in 408 Haushalten lebten. Bei der Volkszählung 2001 betrug die Einwohnerzahl 5035 in 808 Haushalten und bei der Volkszählung 1988 belief sich die Einwohnerzahl auf 5366 in 1004 Haushalten.

## Infrastruktur
Das Institut Privée de Santé et de l’Action Social (IPSAS Boyi) bietet Ausbildungen im Gesundheits- und Sozialwesen an.